# Paolo Paschetto
Paolo Paschetto (Torre Pellice, 12 février 1885 - Turin, 9 mars 1963) est un peintre italien actif au XXe siècle.

## Biographie
Paolo Paschetto provient d'une famille évangélique baptiste et adulte il adhère à l'église baptiste. Il fréquente l'Institut des Beaux-Arts de Rome et il expose ses œuvres alors qu'il est encore étudiant.
Il est professeur de décoration de l'Institut de 1914 à 1948.

## Œuvres

Emblème de la République Italienne

Paolo Paschetto remporte le concours pour l'Emblème de la République Italienne, approuvé par l'Assemblée Constituante par un vote du 31 janvier 1948.
Le projet initial a été néanmoins fortement amendé pour des raisons non artistiques.
Il a également réalisé des dessins de timbres (1921 - 1945)

### Autres réalisations
- Temple Vaudois, Rome, (1914):décorations murales, dessins de cartons pour les vitraux.
- Casine delle Civette (1920), Vitraux à thèmes naturalistes ornés de rubans, de papillons et de roses.
- Petit vitrail « Ailes et flammes » (1927).

### Sources
- (it) Cet article est partiellement ou en totalité issu de l’article de Wikipédia en italien intitulé « Paolo Paschetto » (voir la liste des auteurs).

## Biographie
(it) 
- Projets initiaux pour l'emblème de la République Italienne :

(it) 
- Portrait de Paolo Paschetto par Gianluca Costantini :

(it) 